# فن الأداء

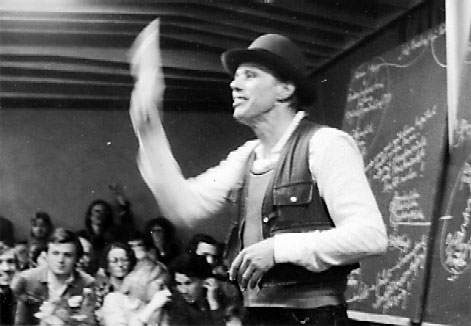
عمل ضمن فن الأداء للفنان "جوزيف بويز" Performance - Joseph Beuys, 1978 :

فن الأداء (بالإنجليزية: Performance art) هو شكل من أشكال الفن يعتمد على الوقت ويتميز عادةً بتقديم عرض حي للجمهور أو المتفرجين (كما هو الحال في الشارع) ويعتمد على فنون مثل التمثيل والشعر والموسيقى والرقص والرسم مقدم للجمهور في سياق الفنون الجميلة، ومتداخل التخصصات بشكل تقليدي. قد يكون الأداء إما مكتوبًا أو غير مكتوب، وإما عشوائيًا أو مدبرًا بعناية، وإما تلقائيًا أو مخططًا له بعناية، مع مشاركة الجمهور أو دونها.
قد يكون الأداء حيًا أو عبر الإعلام؛ يمكن للمؤدي أن يكون حاضرًا أو غائبًا. يمكن أن يكون الأداء أي موقف يتضمن أربعة عناصر أساسية: الوقت، والمساحة، وجسد المؤدي أو وجوده في الوسط، والعلاقة بين المؤدي والجمهور. يمكن أن يؤدّى فن الأداء في أي مكان، وفي أي نوع من المسارح أو البيئات، ولأي مدة زمنية. تشكّل العملَ تصرفات الفرد أو المجموعة في مكان معين وفي وقت معين.

## تاريخ
تعود أصول فن الأداء إلى أوائل القرن العشرين وظهر كتجديد لأولى تجارب المستقبليين الإيطاليين والروس بعد الحرب العالميّة الأولى، كما لتلك التجارب الدادائيّة؛ وأما المستقبلية الإيطاليّة فقد كانت أول حركة حديثة قامت بهجر المرسم وصالة العرض الفنّي لمصلحة قاعات المحاضرات والمسرح والشارع، وذلك بدعوة من مؤسسها «مارينيتي / F.T.Marinetti» فأسسوا في عام 1913 «مسرح المنوّعات /le theatre de varietes»؛ كما نزل المستقبليين الروس إلى الشوارع لإداء أفعال ونشاطات فنيّة، وكان منهم الشاعر «ماياكوفسكي /Maiakovski» و«دافيد بورليوك /David Burliuk»؛ وقام الدادائيون بأداء مسرحيّة اقيمت في «ملهى فولتير الدادائي في زيورخ /le cabares dadaiste Voltair a Zurich»
ظهرت بدايات «فن الأداء» في عام 1950، حين قدّم جورج ماثيو في مسرح «سارة – بيرنار /Sarah – Bernhardt» في باريس سهرة شعريّة، قام في أثنائها برسم لوحة واسعة على المنصّة خلال عشرين دقيقة.
ليظهر العديد من عروض فن الأداء في فترة الخمسينات من أهم منفذيها «جورج ماثيو /Georges Mathieu»، «جون كاج/John Cage» ومجموعة «غوتاي /Gutai» الفنيّة اليابانيّة، و«كازو شيراجا /Kazuo Shiraga».

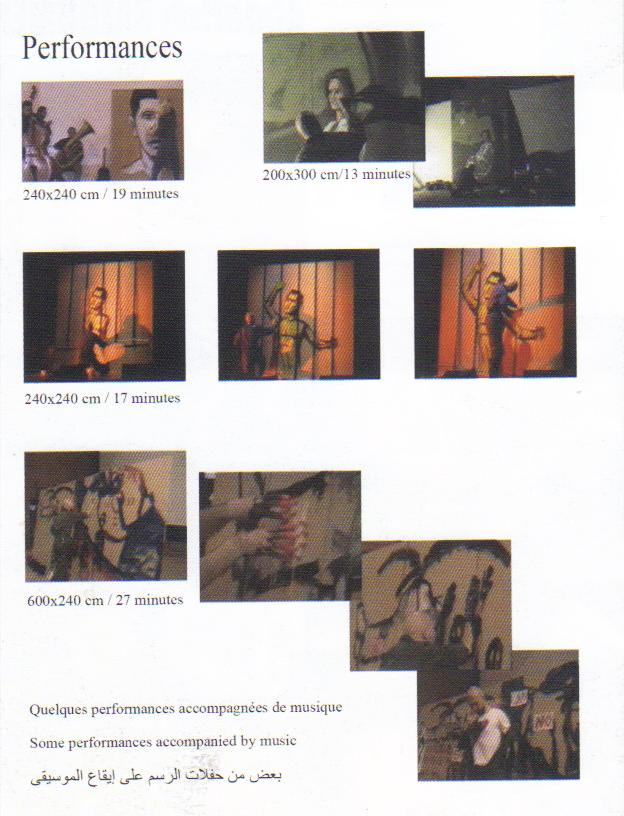
بعض من حفلات الرسم على إيقاع الموسيقى ضمن فن الأداء للفنان السوري عبد الله صالومة.

أما في أوروبا فكانت النشاطات الاحتفاليّة أو الاستعراضيّة أو الحدثيّة تتم في فترة الستينات على أيدي مبدعين من أهمهم: «ايف كلاين /Yves Klein» في فرنسا؛ و«هيرمان نيتش /Hermann Nitsch»، «غونتر بروس /Gunther Brus» و«أوتو مويل /Otto Muehl» في فيننا بالنمسا؛ و«كلوس رينك /Klaus Rinke» و«جير فان ايلك /Ger Van Elk» في هولندا؛ «آدريان هينري /Adrian Henri»، «آلبرت هانت /Albert Hant»، «ستيوارت بريسلي /Stuart Brisley»، «بيتر كوتنر /Peter Kuttner»، «بيتر دوكلي /Peter Dockley» وجماعة «ويلفار ستات /Welfare State» في انكلترا؛ كما ظهر في ألمانيا «جوزيف بويز /Joseph Bruys» وجماعة «فلوكسوس /Fluxus» (دادائيّة محدثة).

يصف أسعد عرابي هذا الإتجاه الفني ويُظهر تعاون الفنون فيه: 
| فن الأداء | طقوس (التجليات التوليفية)، التي عرفت تحت اسم (البرفورمانس)(Performance)؛ يعتمد هذا الإتجاه بشكل عام على الحدث العابر المشهدي، وعلى تحالف شتى الفنون التوليفية، من مؤثرات صوتية، وضوئية، إلى السينوغرافي، والكوليغرافي، والرقص، والحركات الإيمائية، والديكورات المسرحية، والتصوير الجداري وإسقاطات الفيديو إلخ… فهو وليد التعبير الدادائي المشهدي (الاحتفائي)، الذي كان يجرب في مسارح (العبث) من أمثال ملهى (فولتير) في (زيوريخ) ما قبل الحرب، ولا شك أنه قد خضع لتأثيرات المسرح التوليفي (من مثال باليه إريك ساتي)، ومسرح برخت الذي كان يعتمد على المبادلة بين الممثلين والمشاهدين. وقد عرفت بدايات (البرفورمانسي) الموسيقي، منذ عام 1962 من خلال جماعة فلوكسيس التي نظمها الأمريكي (ماسيانوس) في ألمانيا تحت عنوان (كونسير من الضجيج)، ثم غلب نشاط الفنان (جوزيف بويز) على المجموعة في دوسلدورف ليرفع الحدود بين التعبير الفني والحياة، وما (الحدث) (الهابينغ) إلا"برفورمانس" جماعي احتفالي، يعتمد على جماهيرية الأداءات الجسدية العارية، الموسومة بهلوسات الحلم وغيرها.. | فن الأداء |

## الفنون البصرية، والفنون المسرحية، والأداء الفني
فن الأداء هو مفهوم متنازع عليه بشكل أساسي: أي تعريف له يعني الاعتراف بالاستخدامات المتنافسة. إنه ينطوي على خلاف مثمر مع نفسه باعتباره مفاهيم مثل «الديمقراطية» أو «الفن».
يرتبط معنى المصطلح بالمنحى الأضيق بتقاليد ما بعد الحداثة في الثقافة الغربية. منذ منتصف ستينيات القرن العشرين وحتى سبعينياته، تميل فنون الأداء إلى أن تكون نقيضًا للمسرح، متحديةً أشكال الفن الأرثوذكسي والمعايير الثقافية، ومستُمدَّةً غالبًا من مفاهيم الفن البصري، في ما يتعلق بأنطونين أرتو، ودادا، والموقفية، وفلوكسوس، والتنصيبية، والفن التصوري. كانت المثالية تجربة عابرة حقيقية للمؤدين والجمهور، في حدث لا يمكن تكراره، أو التقاطه، أو شراؤه. كان الفرق الذي نوقش على نطاق واسع حول كيفية استخدام مفاهيم الفنون البصرية، ومفاهيم الفنون المسرحية، وكيفية تحديد معاني العرض التقديمي لفن الأداء.
فن الأداء مصطلح محجوز عادة للإشارة إلى الفن المفاهيمي، الذي ينقل معنى قائمًا على المحتوى، بإحساس أكثر ارتباطًا بالدراما من كونه أداءً بسيطًا بحد ذاته لأغراض ترفيهية. يشير إلى حد كبير إلى أداء مقدم للجمهور، لكنه لا يسعى إلى تقديم مسرحية تقليدية أو سرد خطي رسمي، أو لا يسعى بالتناوب إلى تصوير مجموعة من الشخصيات الوهمية في تفاعلات نصية رسمية. بناء على ذلك، قد يتضمن فعلًا أو كلمة منطوقة كتواصل بين الفنان والجمهور، أو حتى تجاهل توقعات الجمهور، بدلاً من اتباع نص مكتوب مسبقًا.
قد تكون بعض أنواع فنون الأداء قريبة من الفنون المسرحية. قد يستخدم هذا الأداء نصًا، أو يُنشئ إطارًا دراميًا وهميًا، لكنه يمثل فن أداء لأنه لا يسعى إلى اتباع القاعدة الدرامية المعتادة المتمثلة بإنشاء إطار وهمي بنص خطي يتبع ديناميات العالم الحقيقي التقليدية، ويسعى بدلًا من ذلك إلى السخرية من ديناميات العالم الواقعي المعتادة المستخدمة في المسرحيات التقليدية أو تجاوزها.